# Husów
Husów ist eine Ortschaft mit einem Schulzenamt der Gemeinde Markowa im Powiat Łańcucki der Woiwodschaft Karpatenvorland in Polen.

## Geographie
Der Ort liegt im Dynów-Gebirge, am Bach Husówka, einem linken Mleczka-Zufluss, etwa 10 Kilometer südlich von Łańcut und 20 Kilometer südöstlich von Rzeszów.
Nachbarorte sind Markowa im Norden, Chodakówka im Nordosten, Sietesz im Osten, Tarnawka und Manasterz im Süden, sowie Handzlówka und Zabratówka im Westen.

## Geschichte
Im späten 14. Jahrhundert entstand um die Stadt Łańcut eine geschlossene deutsche Sprachinsel (später Walddeutsche genannt, die bis zum 18. Jahrhundert polnischsprachig wurden), von etwa zehn Dörfern, darunter wahrscheinlich auch das Dorf Husów.
Am 23. November 1381 teilte Otto von Pilcza, der Woiwode von Sandomierz, einem Lokator namens Lang Hanszyl das Lokationsdokument für die Gründung eines neuen Dorfes Langyn Aw zu. Dieses Dorf wurde drei Jahre später (1384) als Langenhow neben Henselshow (Handzlówka) erwähnt. Früher wurde Langyn Aw mit anderen Dörfern identifiziert, meistens als Handzlówka (bis zum Jahr 2001), oder Handzlowa, aber auch als Dylągowa und Dylągówka. Die Forscher meinten, dass der deutschstämmige Name nach dem 14. Jahrhundert untergegangen wäre, jedoch fand der Forscher Wojciech Blajer ihn (Langenaw, sowie Langenhaw) in Aktenarchiven aus dem späten 16. Jahrhundert aus dem Dorf Markowa wieder, und zwar als deutschen Namen des Dorfs Husów.
Der Name des Dorfs bedeutend veränderte sich schon im 15. Jahrhundert, z. B. das deutsche Suffix der Rodungsnamen (modern -hau) wurde durch das polnische besitzanzeigende Suffix -ów ersetzt: Hussow in den Jahren 1443, 1450, 1589, 1644. Die Herkunft des Namens ist unklar: entweder nach dem ukrainischen Personennamen Hus oder vom Wort Hus’ (Gans), im 19. Jahrhundert oft als deutsch Husschau/Husshau erläutert.

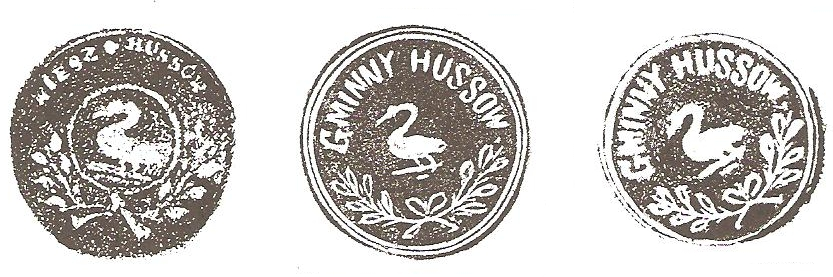
Gemeindesiegel im 19. Jahrhundert

Bei der Ersten Teilung Polens kam Husów 1772 zum neuen Königreich Galizien und Lodomerien des habsburgischen Kaiserreichs (ab 1804). Nach der Aufhebung der Patrimonialherrschaft mit Leibeigenschaft bildete es ab 1850 eine Gemeinde im Bezirk und Gerichtsbezirk Łańcut. Im Jahr 1900 hatte die Gemeinde 2118 Hektar Fläche, 432 Häuser mit 2285 Einwohnern, davon die Mehrheit römisch-katholisch (2243) und polnischsprachig (2285), außer 42 Juden.
1918, nach dem Ende des Ersten Weltkriegs und dem Zusammenbruch der k.u.k. Monarchie, kam der Ort zu Polen. Unterbrochen wurde dies nur durch die Besetzung Polens durch die Wehrmacht im Zweiten Weltkrieg.
Von 1975 bis 1998 gehörte Husów zur Woiwodschaft Rzeszów.